# Better Be Good to Me
Singles de Tina Turner
What's Love Got to Do with It
(1984) Private Dancer 
(1984)
Pistes de Private Dancer
I Can't Stand the Rain
(4) Let's Stay Together
(6)
Better Be Good to Me est une chanson de Tina Turner, issue de son cinquième album studio Private Dancer. Elle sort le 12 septembre 1984 en tant que quatrième single de l'album.

## Historique
À l'origine, la chanson a été enregistrée par Spider, un groupe de New York et sortie en 1981. La version de Tina Turner a été couronnée de succès aux États-Unis avec une 5e place au Hot 100 et une 6e place au Hot R&B/Hip-Hop Songs.
Lors de la 27e cérémonie des Grammy Awards en 1985, Tina Turner remporte avec ce titre le Grammy Award de la Meilleure performance vocale féminine rock, l'un des quatre Grammys qui lui seront décernés au cours de cette cérémonie.
Le titre figure dans le dixième épisode de Deux flics à Miami et a été inclus dans le premier volume de la bande sonore de la série.

## Versions
- 45 tours - 3:43
- Vidéo - 4:05
- Album - 5:10
- Maxi 45 tours - 7:47
- Maxi 45 tours (édition remastérisée du Centenaire) - 7:03

## Classements, certifications et ventes
| Pays             | Hit-parade                  | Classement |
| ---------------- | --------------------------- | ---------- |
| Allemagne        | GfK Entertainment           | 52e        |
| Australie        | Kent Music Report           | 28e        |
| Belgique         | Ultratop 50 Flandre         | 33e        |
| Canada           | RPM                         | 6e         |
| États-Unis       | Billboard Hot 100           | 5e         |
| États-Unis       | Hot Dance Club Songs        | 16e        |
| États-Unis       | Hot R&B/Hip-Hop Songs       | 6e         |
| États-Unis       | Mainstream Rock Songs       | 32e        |
| Irlande          | IRMA                        | 21e        |
| Nouvelle-Zélande | Recorded Music NZ           | 22e        |
| Pays-Bas         | MegaCharts                  | 22e        |
| Royaume-Uni      | The Official Charts Company | 45e        |

Le disque est certifié disque d'or au Canada (50 000 exemplaires vendus).